# Praxithea borgmeieri
Praxithea borgmeieri là một loài bọ cánh cứng trong họ Cerambycidae.